# Negroni (azienda)
Negroni S.p.A. è un'azienda alimentare italiana specializzata nel settore dei salumi e fondata a Cremona il 1º settembre 1907 da Pietro Negroni.
Dal 2002 fa parte del gruppo AIA di cui costituisce la divisione salumi dal 2007. L'azienda ha sede a Quinto di Valpantena (VR) e possiede 6 stabilimenti siti a: Cremona, Zibello, Correggio, Villafranca di Verona, San Daniele del Friuli e Tizzano Val Parma.

## Storia
Pietro Negroni (Camairago, 31 luglio 1884 - Cremona, 17 maggio 1937) fu direttore della succursale cremonese della "Società anonima commerciale Francesco Ettori di Brescia", impresa operante nel settore della lavorazione delle carni all'avanguardia per l'epoca. Nel 1909 rilevò insieme al fratello Enrico la succursale Ettori, prendendone in affitto i locali nel Comune di Duemiglia alle porte di Cremona. Il 1º settembre 1910 la nuova impresa fu iscritta alla locale Camera di commercio come Pietro Negroni e fratello, società di fatto per l’esercizio dell’industria salumiera. L'idea era quella d’inserire il confezionamento del salame e degli insaccati in genere, di antica tradizione contadina, nel processo industriale della lavorazione della carne. Nel 1914, a seguito del recesso dalla società del fratello, Negroni rimase unico titolare della ditta.
Nel 1915, il volume d’affari raggiunto dallo stabilimento spinse l’industriale – intenzionato a contenere i costi e aumentare la produzione – a richiedere al Comune il diritto di macellare privatamente il bestiame, nonostante le disposizioni municipali prevedessero l’apertura di un macello pubblico. La diatriba si concluse nel dicembre 1916, con l’accordo di realizzare, a carico di entrambe le parti, nuovi impianti privati contigui al macello comunale.  Frattanto, Negroni acquistò il fabbricato, inizialmente preso in affitto dalla società Ettori, a cui si aggiunsero edifici limitrofi negli anni seguenti.
Nel 1921, rilevato lo stabile del macello pubblico di Duemiglia a seguito della soppressione del Comune, aggregato a Cremona, fu avviata la costruzione della nuova struttura industriale secondo le tecnologie più avanzate. L’anno dopo, con la partecipazione dei fratelli Francesco ed Enrico, nacque la Società F.lli Negroni per la trasformazione del latte in burro e provolone e il parallelo allevamento dei suini. Alla sede di Pozzaglio, si aggiunsero, tra il 1927 e il 1932 altri impianti nelle province di Cremona, Bergamo, Brescia e Piacenza. Il 16 luglio 1935 il notaio Gaetano Feraboli rogò l’atto di costituzione della Società anonima fratelli Negroni fu Andrea caseifici, con sede a Cremona.
La ditta risultava tra i fornitori ufficiali di Esercito e Marina, mentre i salumi Negroni erano conosciuti anche all’estero, specie in Francia, Belgio e Svizzera. Nel 1931, grazie a una felice intuizione dal figlio Paolo, nasceva il Negronetto, il primo salame "firmato" della storia dell'azienda.
Nel 1937 la direzione passò al figlio Paolo. A lui spetta il merito di aver avviato un’intensa attività promozionale basata sull’immagine della "Stella di Negroni". Sotto la sua guida l'azienda arriva a produrre 120 insaccati includendo prosciutto cotto, prosciutto crudo e culatello e la prima lavorazione industriale del wurstel altoatesino. La terza generazione vede come protagonista il figlio Pietro II, che continua a espandere l’attività di famiglia con alcune operazioni di finanza straordinaria: nel 1984 firma una joint venture con Oscar Mayer, nel 1990 il marchio viene acquistato dal gruppo Kraft e più tardi da Malgara Chiari Et Forti.
Nel 2002 l’azienda viene a far parte del gruppo Veronesi e nel 2007 viene costituita la Negroni Spa per riunire i marchi Negroni, Montorsi, Fini Salumi e Daniel in un’unica divisione salumi.

### Campagne pubblicitarie
Negli anni '60 l'azienda commissionò al Maestro Pier Emilio Bassi la creazione di uno spot per Carosello: nacque così il celebre slogan «Le stelle sono tante, milioni di milioni, la stella di Negroni vuol dire qualità», con gli sketch di Ugo Tognazzi, che in gioventù era stato dipendente dell’azienda. In anni più recenti il motivetto è stato cantato da artisti italiani ed internazionali, come Enrico Ruggeri, Mario Biondi, Noemi, Federico Zampaglione.
Nel 1974 Francesco De Gregori cita i primi due versi nella canzone "Niente da capire".